# Grosses Ochsenhorn
Le Grosses Ochsenhorn (littéralement « grande corne de bœuf ») est un sommet des Alpes, à 2 511 m d'altitude, point culminant du Loferer Steinberge, en Autriche (land de Salzbourg).